# Médaille souvenir

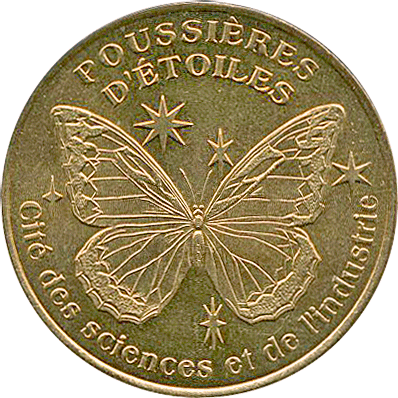
Recto d'une Médaille souvenir.

Une médaille souvenir est une médaille réalisée et vendue en tant que souvenir, que les visiteurs et touristes peuvent emporter avec eux en mémoire de leur visite. En France, la Monnaie de Paris réalise des médailles souvenir pour le compte de structures touristiques, collectivités, institutions publiques ou associations. On la qualifie parfois de jeton touristique.
Les médailles souvenir peuvent être réalisées simplement pour constituer un souvenir du lieu visité, ou bien pour commémorer un événement particulier (célébration d'un anniversaire par exemple). Elles sont toutes millésimées.
La médaille souvenir figure parmi les « éditions particulières » de la Monnaie de Paris.

## Description
La médaille souvenir dispose de deux faces ; sur la première, au recto, figure une mention du site ou de l'événement valorisé, tandis que sur le verso figure le millésime et le monogramme de la Monnaie de Paris.
La médaille a un diamètre de 34 mm, une tranche cannelée, un poids de 16 grammes, et sa composition est faite d'un métal « cupro-alu-nickel » (CAN), alliage monétaire qui est semblable à celui des pièces de 10, 20 et 50 centimes d'euro.

## Histoire
Le concept de la médaille souvenir est inventé en 1996 par Richard Faille. Il fonde la société Euro Vending Medals (EVM) et établit un partenariat avec la Monnaie de Paris. En 2012, le concept est racheté par cette dernière, qui reprend également les 1 500 modèles déjà conçus.
La monnaie de paris les fabriquent maintenant a Pessac en Nouvelles Aquitaine 
En 2015, Richard Faille décline le concept en mettant en place les billets souvenir (ou billets à 0 euro).

## Commercialisation
Les médailles sont vendues en caisse, ou grâce à un distributeur automatique installé dans les sites touristiques et culturels. Elles sont vendues au prix invariable de 2 euros l'unité.